# Cimetière central de Lunebourg
Le cimetière central de Lunebourg (Zentralfriedhof Lüneburg) est un des deux cimetières de Lunebourg en Allemagne, après le Waldfriedhof de Kaltenmoor (24,1 hectares). Il s'étend sur 12,9 hectares.

## Histoire
Les anciens cimetières Saint-Antoine et Sainte-Gertrude sont démolis à la fin du XIXe siècle pour laisser la place à un grand cimetière donnant sur la Soltauer Straße dominée par l'église Saint-Jean (St. Johanniskirche). La première inhumation y a lieu en 1876. La chapelle néogothique du cimetière est consacrée en 1883. Le cimetière est agrandi entre 1907 et 1933. La municipalité de Lunebourg gère le cimetière à partir d'avril 1966.

## Description
Le cimetière comprend 15 000 sépultures. Six carrés militaires ont été aménagés dans tout le cimetière, dont un pour les victimes des bombardements dits de la tempête de feu de Hambourg de 1943. Une cérémonie annuelle d'hommage (le jour du Volkstrauertag) a lieu au cimetière d'honneur numéro III sous la direction du VDK.

## Personnalités inhumées

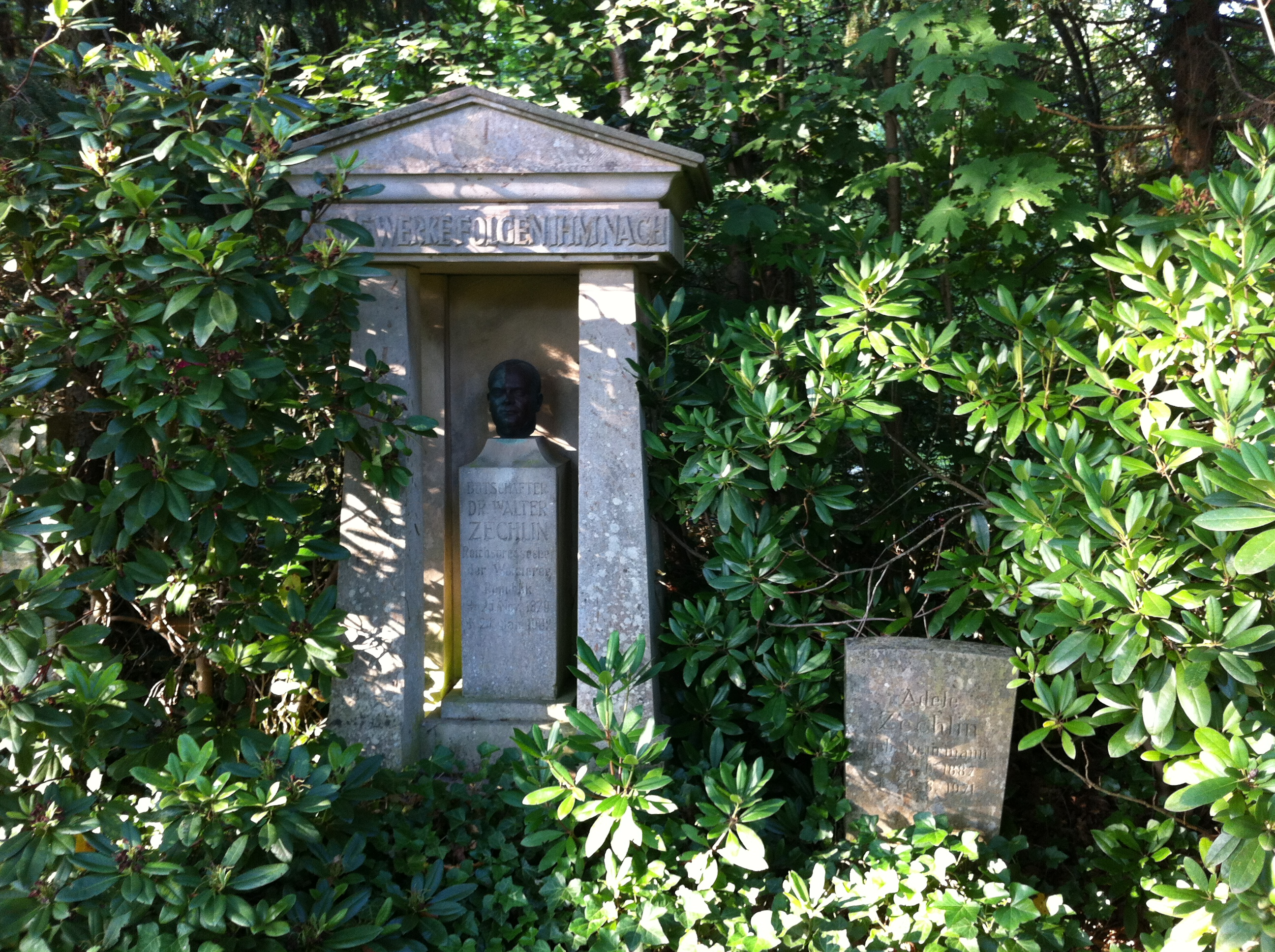
Sépulture de Walter Zechlin et de son épouse Adele.

- Franz Krüger (1873-1936), architecte[3]
- Otto Lauenstein (1829-1902), bourgmestre
- Erhard Milch (1892-1972), Generalfeldmarschall
- Bernd Ohnesorge (1944-1987), agent de renseignement
- Siegfried Ruff (1895-1946), général-lieutenant[4]
- Kurt von Tippelskirch (1891-1957), général[5]
- Horst Uffhausen (1909-1999), juge
- Walter Zechlin (1879-1962), diplomate